# Hasard (bok)
Hasard är den amerikanske författaren Mario Puzos fjärde roman. Originalet Fools die gavs ut 1978 och den svenskspråkiga översättningen 1979.
Huvudpersonen är John Merlyn, en amerikansk författare med höga ambitioner som liksom Puzo själv är en hängiven spelare. Bokens handling utspelas i Las Vegas, New York, Kalifornien och Tokyo.